# Otiothops pentucus
Otiothops pentucus là một loài nhện trong họ Palpimanidae. Loài này komt voor op de Maagdeneilanden.